# Marylebone Road
Marylebone Road je ulice a dopravní tepna v centru Londýna v obvodu Westminster. Vede ve směru východ – západ od Euston Road u Regent's Parku po A40 u Paddingtonu.
Silnice je vybavena s ohledem na velmi rušný provoz třemi jízdními pruhy. Je součástí vnitřního londýnského okruhu a tvoří hranici zóny London Congestion Charge. Většina vozidel opouštějících Londýn směrem na Midlands a sever Anglie projíždí touto ulicí a tak se zde v průběhu dne tvoří dopravní zácpa.
V ulici se nacházejí dvě významné turistické atrakce – Muzeum voskových figurín Madame Tussaud a Londýnské planetárium.
Pojmenování ulice pochází z jména kostela St Marys, který stál na břehu malého potoka (anglicky stream nebo bourne) nazývaného tybourne v oblasti pojmenované po řece Tyburn. Kostel a oblast, ve které stál, dostala jméno St Mary at the bourne což bylo časem zkráceno na Marylebone.